# تپه گل تپه
تپه گل تپه مربوط به دوره سلجوقیان است و در شهرستان ابهر، بخش سلطانیه، دهستان سلطانیه، روستای ویر، ۲۴۵۰ متری شرق روستا واقع شده و این اثر در تاریخ ۱۲ دی ۱۳۸۶ با شمارهٔ ثبت ۲۰۴۵۷ به‌عنوان یکی از آثار ملی ایران به ثبت رسیده است.